# Dans le jardin de mon âme
Chansons représentant la Suisse au Concours Eurovision de la chanson
La vita cos'è?
(2000) Celebrate
(2004)
Dans le jardin de mon âme est la chanson représentant la Suisse au Concours Eurovision de la chanson 2002. Elle est interprétée par Francine Jordi.
La chanson est la onzième de la soirée, suivant Nadlik Beyakhad Ner (Light a Candle) interprétée par Sarit Hadad pour Israël et précédant Never Let It Go interprétée par Afro-dite pour la Suède.
À la fin des votes, la chanson obtient 15 points et se classe à la 22e place sur 24 participants.
Le single comprend une version en anglais et une version en allemand.

## Source de la traduction
- (en) Cet article est partiellement ou en totalité issu de l’article de Wikipédia en anglais intitulé « Dans le jardin de mon âme » (voir la liste des auteurs).